# Českomoravská transverzální dráha
Českomoravská transverzální dráha (Českomoravská transverzálka) je soubor železničních tratí v Česku, které vznikaly na konci 19. století spojení lokálního charakteru mezi Čechami a Moravou. Spojovala Domažlice, Strakonice, Tábor, Jihlavu, Brno, Veselí nad Moravou a Trenčianskou Teplou v Uhersku. Cílem bylo propojit již existující státní dráhy s typickou severojižní vídeňskou orientací: Plzeňsko-březenskou dráhu u Klatov, Dráhu císaře Františka Josefa u Strakonic a její pražskou odbočku v Táboře, Rakouskou severozápadní dráhu u Jihlavy, Rakouskou společnost státní dráhy u Brna, Severní dráhu císaře Ferdinanda u Bzence a Povážskou dráhu v Uhrách.

## Zprovozňování jednotlivých úseků
Jednotlivé úseky byly uváděny do provozu postupně:
- úsek Domažlice – Horažďovice předměstí: 1. října 1888
- úsek Písek – Tábor: 21. listopadu 1889
- úsek Tábor – Horní Cerekev: 17. prosince 1888
- úsek Veselí nad Lužnicí – Horní Cerekev – Jihlava: 3. listopadu 1887
- úsek Okříšky – Zastávka u Brna: 4. června 1886
- úsek tratě Brno – Veselí nad Moravou – Vlárský průsmyk – Trenčianska Teplá, tzv. Vlárské dráhy, byl uváděn do provozu od 1. dubna 1883 do 28. října 1888, poslední úsek (Uherský Brod – Trenčianska Teplá) byl uveden do provozu 28. října 1888.

K zajímavým stavbám Českomoravské transverzálky patří např. příhradový most u Červené nad Vltavou.

## Fotogalerie

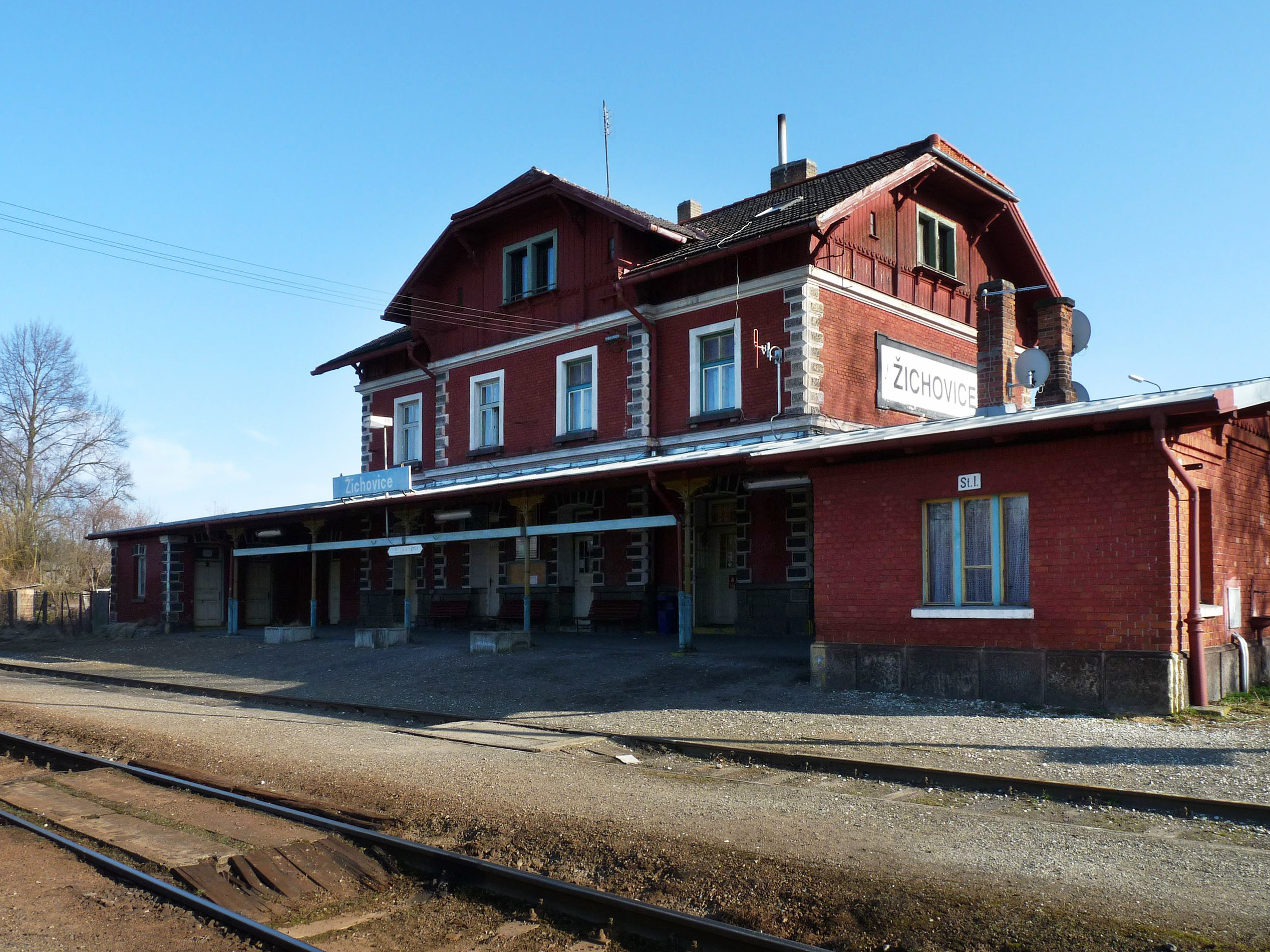
Nádražní architektura Českomoravské transverzálky
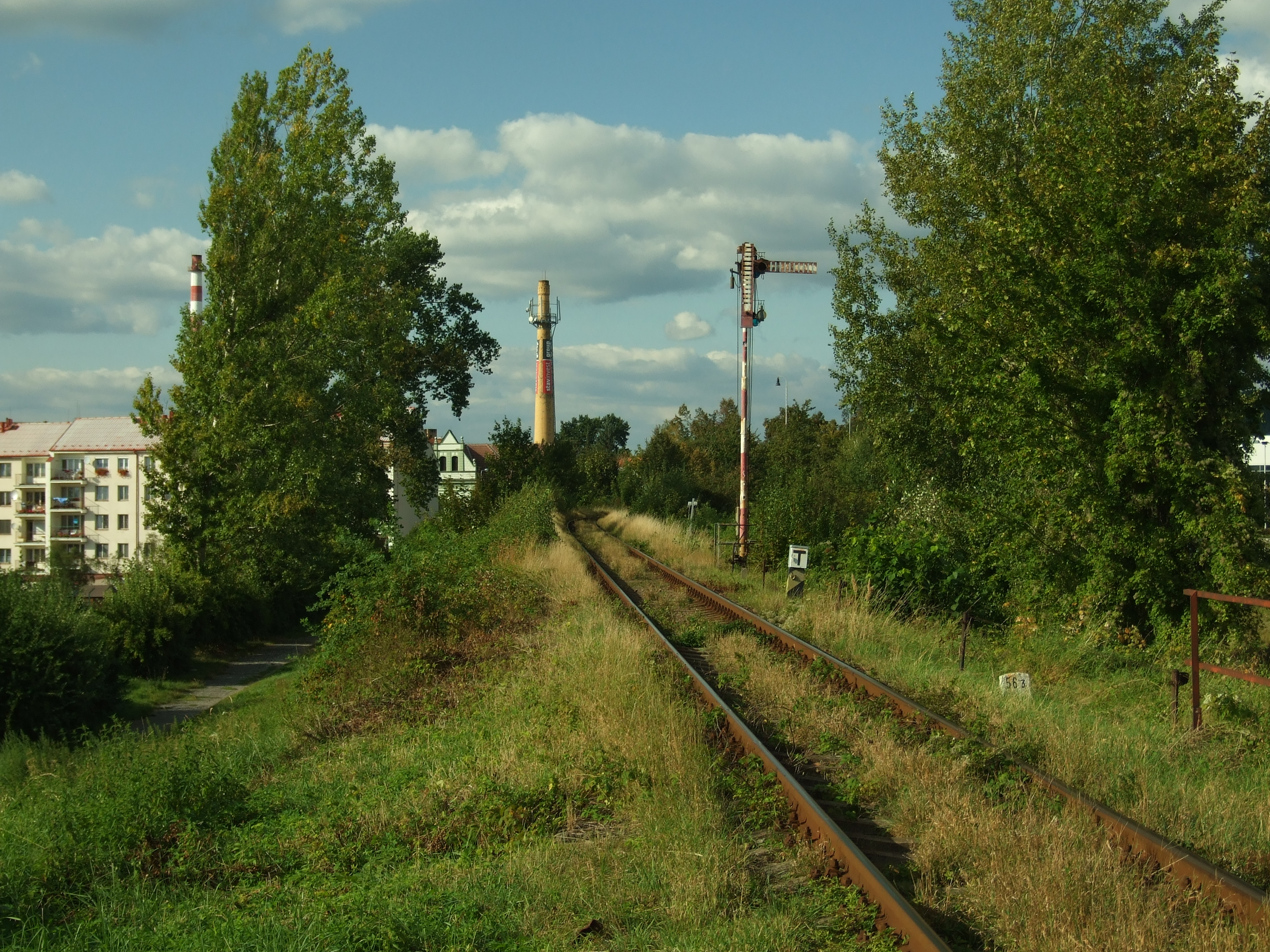
Vedení dráhy v Písku dokládá lokálkový charakter tratě
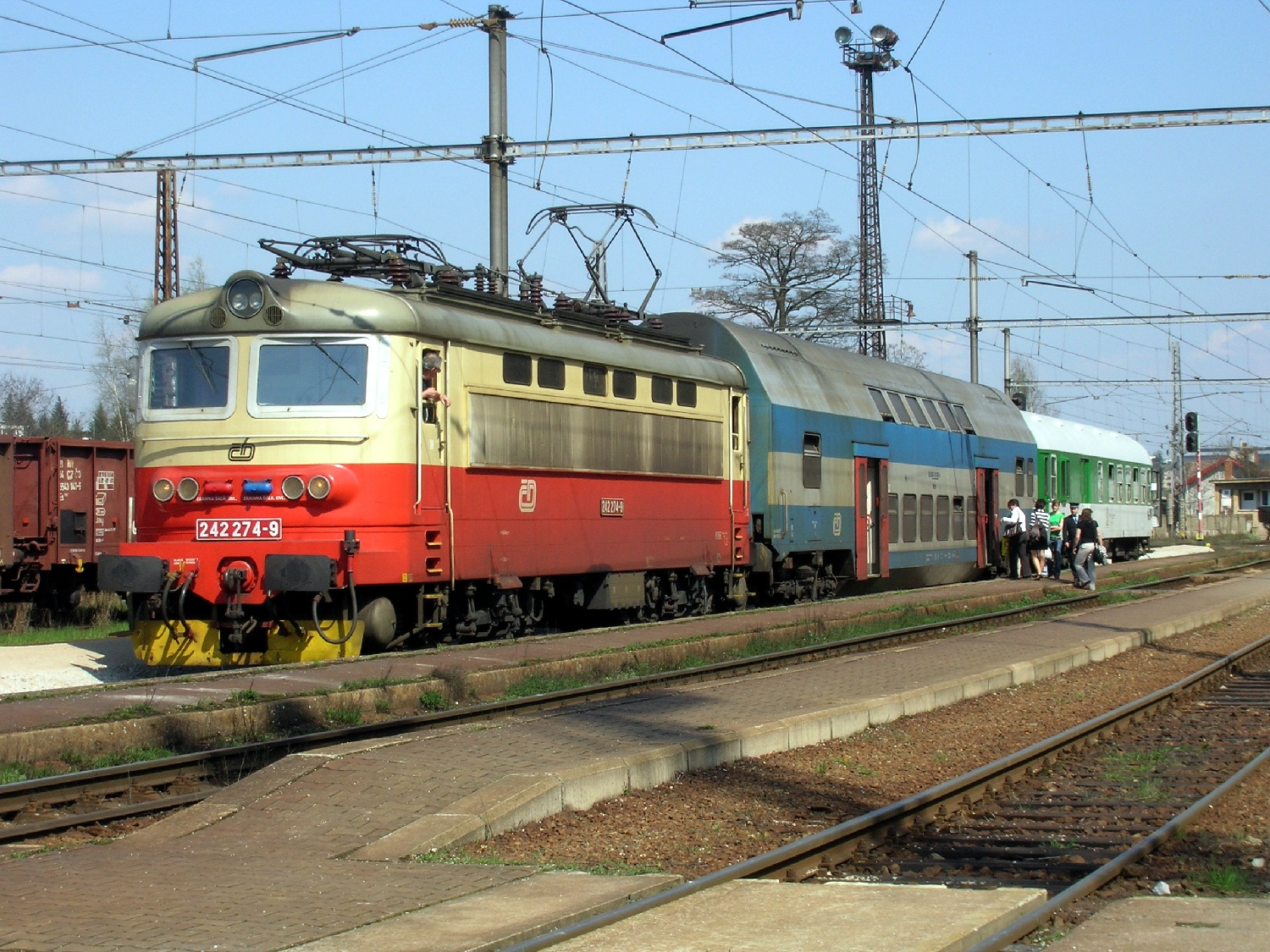
Na Českomoravské transverzálce vzniklo v Jihlavě také menší městské nádraží